# Trygve Magnus Haavelmo
Trygve Magnus Haavelmo (Skedsmo, 13 de dezembro de 1911 — Oslo, 26 de julho de 1999) foi um economista norueguês.
Foi laureado com o Prémio de Ciências Económicas em Memória de Alfred Nobel de 1989.

## Biografia
Depois de frequentar a Oslo Cathedral School, Haavelmo formou-se em economia pela Universidade de Oslo em 1930 e acabou ingressando no Instituto de Economia por recomendação de Ragnar Frisch. Haavelmo foi assistente de Frisch por um período de tempo até ser nomeado chefe de computação do instituto. Em 1936, Haavelmo estudou estatística na University College London, enquanto posteriormente viajou para Berlim, Genebra e Oxford para estudos adicionais. Haavelmo assumiu um cargo de professor na Universidade de Aarhus em 1938 por um ano e, no ano seguinte, recebeu uma bolsa acadêmica para viajar ao exterior e estudar nos Estados Unidos. Durante a Segunda Guerra Mundial, ele trabalhou com Nortraship no Departamento de Estatística da cidade de Nova York. Ele recebeu seu PhD em 1946 por seu trabalho em The Probability Approach in Econometrics.
Ele foi professor de economia e estatística na Universidade de Oslo entre 1948 e 1979 e foi o chefe da divisão do departamento comercial de 1947 a 48. Haavelmo adquiriu uma posição de destaque na economia moderna por meio de sua crítica lógica de uma série de concepções customizadas na análise matemática.
Em 1989, Haavelmo recebeu o Prêmio Nobel de Economia "por seu esclarecimento sobre os fundamentos da teoria da probabilidade da econometria e suas análises de estruturas econômicas simultâneas".
Haavelmo residia em Østerås. Ele morreu em 28 de julho de 1999 em Oslo.

## Legado
Judea Pearl escreveu "Haavelmo foi o primeiro a reconhecer a capacidade dos modelos econômicos de guiar as políticas" e "apresentou um procedimento matemático que toma um modelo arbitrário e produz respostas quantitativas às questões políticas". De acordo com Pearl, "o artigo de Haavelmo, 'As implicações estatísticas de um sistema de equações simultâneas', marca um ponto de virada crucial, não nas implicações estatísticas dos modelos econométricos, como os historiadores normalmente presumem, mas em suas contrapartes causais." A literatura de bioestatística e epidemiologia sobre inferência causal extrai-se de fontes diferentes.
Pearl ainda especula que a razão pela qual os economistas geralmente não apreciam essas contribuições revolucionárias de Haavelmo é porque os próprios economistas ainda não chegaram a um consenso sobre o que um modelo econômico representa, como atestam profundas divergências entre os livros de econometria.